# 아르헨티나 문학
다음은 아르헨티나 문학에 관한 설명이다.

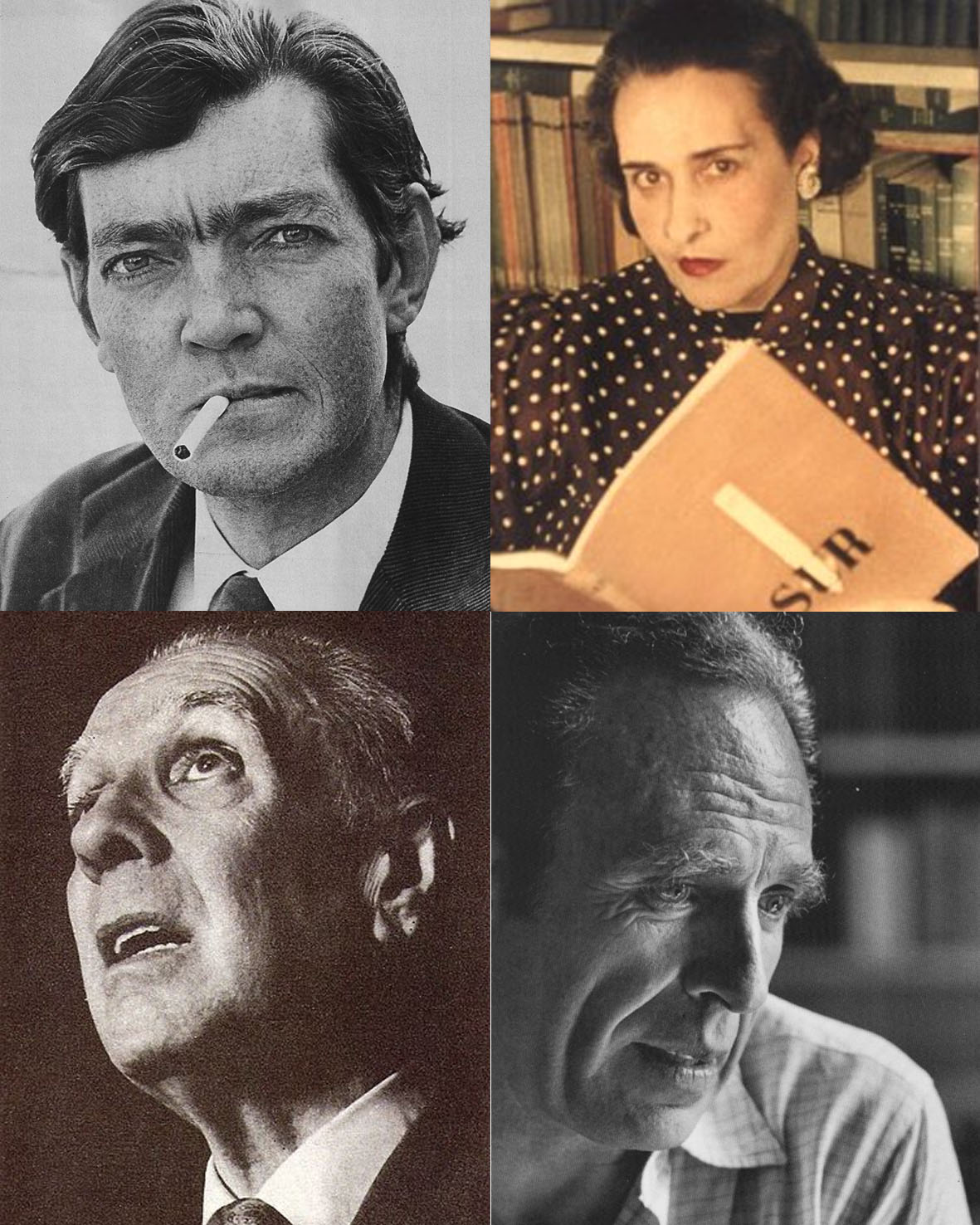

아르헨티나의 본격적인 문학은 독립 후의 혼란기에 낭만주의가 대두함으로써 시작되었다. 탄압(彈壓) 하의 부에노스아이레스를 묘사한 소설 <아말리아>로 유명한 호세 마르몰(1817-1871), 문화사의 고전 <파쿤도, 문명이냐 야만이냐>의 저자인 도밍고 파스티노 사르미엔토(1811-1888)도 있으나, 이 시기의 문학을 대표하는 것은 누가 무어라 해도 가우초(gaucho)의 시(詩)로 초원에 사는 소치기(飼牛)의 생활을 낭만적으로 노래한 것이다. 에스타니슬라오 캄포(1834-1880)는 소박한 소치기의 상징<파우스토>를, 호세 에르난데스(1834-1886)는 국민적 서사시 <마르틴 피에르>를 남겼다.
현대시는 근대파의 레오폴도 루고네스(1874-1938)에서 비롯되는데 보다 대담한 전위시, 특히 초현실주의로 이행(移行)되어갔다. 산문으로는 가우초에 대한 향수(鄕愁)를 선명한 이미지로 묘사한 소설 <돈 세군도 솜브라>의 저자 리카르도 구이랄데스(1886-1927), 자연주의적 소설로 이름이 난 마누엘갈베스(1882-1962), 현대 세계에 있어서 인간의 고립을 테마로 하는 에세이스트 에두아르도 마예아(1903-1982), 환상적 단편소설의 명수(名手) 호르헤 루이스 보르헤스(1899-1986), 역사소설 <돈 마리오의 영광>의 작자 엔리케 라레타(1875-1961) 등이 대표적 작가들이다.

## 같이 보기
- 라틴아메리카 붐
- 라틴아메리카 문학